# Moonhead
Moonhead è il secondo disco in studio del gruppo alternative rock statunitense Thin White Rope, pubblicato nel 1987.

## Tracce
(Tutte le canzoni sono state scritte da Guy Kyser tranne dove specificato)
Edizione originale su vinile
1. Not Your Fault - 3:49
2. Wire Animals - 4:00
3. Take It Home - 3:58
4. Thing - 2:54
5. Moonhead - 4:45 (Guy Kyser, Roger Kunkel, Josef Becker, Stephen Tesluk)
6. Wet Heart - 2:47
7. Mother - 4:27 (Guy Kyser, Roger Kunkel)
8. Come Around - 2:20
9. If Those Tears - 3:22
10. Crawl Piss Freeze - 5:37 (Guy Kyser, Stephen Tesluk)

Riedizione su CD del 2003
1. Not Your Fault - 3:45
2. Wire Animals - 4:00
3. Thing - 2:54
4. Moonhead - 4:45 (Guy Kyser, Roger Kunkel, Josef Becker, Stephen Tesluk)
5. Wet Heart  - 4:34
6. Mother - 4:27 (Guy Kyser, Roger Kunkel)
7. Come Around - 2:19
8. If Those Tears - 3:16
9. Crawl Piss Freeze - 5:34 (Guy Kyser, Stephen Tesluk)
10. Waking Up - 2:43
11. Walley of the Bones - 2:54
12. Atomic Imagery - 3:36
13. Ain't that Lovin' You Baby - 2:41 (Jimmy Reed)
14. Take It Home (Long Version) - 6:17

## Formazione
- Guy Kyser: voce, chitarra
- Roger Kunkel: chitarra, voce
- Josef Becker: batteria
- Stephen Tesluk: basso elettrico, voce
- John Von Feldt: basso elettrico in "Valley of the Bones" e "Atomic Imagery"